# Pietro Leo
Pietro Leo (Iglesias, 9 febbraio 1887 – Cagliari, 17 dicembre 1967) è stato un politico e storico italiano, già sindaco di Cagliari per la Democrazia Cristiana.
Laureato in giurisprudenza, fu direttore amministrativo dell'università del capoluogo sardo. Più volte consigliere comunale e assessore prima di ricoprire la carica di primo cittadino, che mantenne dal 9 giugno 1949 al 5 luglio 1956. Membro dell'Associazione italiana biblioteche, fu anche coinvolto nella deputazione di storia patria per la Sardegna.
Tra il 1953 e il 1954 ricoprì anche la carica di presidente del Cagliari Calcio.